# Achatinella dimorpha
† Achatinella dimorphalà một loài ốc hô hấp trên cạn đã tuyệt chủng trong họ Achatinellidae. Đây là loài đặc hữu của Hoa Kỳ.